# Big Water
Big Water (ehemals Glen Canyon City) ist eine Kleinstadt im Kane County des US-Bundesstaates Utah. Das U.S. Census Bureau hat bei der Volkszählung 2020 eine Einwohnerzahl von 449 ermittelt.
Big Water ist 410 km südlich von Salt Lake City und 330 km nordöstlich von Las Vegas nahe der Bundesgrenze zu Arizona gelegen. Die Stadt liegt am U.S. Highway 89, einem Hauptverkehrsweg vom und zum Grand Canyon.
Der Ort wurde erstmals in den 1950er Jahren im Zuge der Arbeiten am Glen Canyon Dam im nahe gelegenen Arizona besiedelt. In der Folge ursprünglich als „Glen Canyon City“ bezeichnet, wurde der Ort später in Big Water umbenannt und unter dieser Bezeichnung am 29. Dezember 1983 als Gemeinde offiziell registriert.